# Tscheischhorn
Tscheischhorn är en bergstopp i Schweiz.   Den ligger i regionen Viamala och kantonen Graubünden, i den sydöstra delen av landet, 170 km öster om huvudstaden Bern. Toppen på Tscheischhorn är 3 019 meter över havet, eller 266 meter över den omgivande terrängen. Bredden vid basen är 2,6 km.
Terrängen runt Tscheischhorn är huvudsakligen bergig, men österut är den kuperad. Runt Tscheischhorn är det mycket glesbefolkat, med 3 invånare per kvadratkilometer.. Närmaste större samhälle är Savognin, 19,7 km norr om Tscheischhorn. 
Trakten runt Tscheischhorn består i huvudsak av gräsmarker.